# (37391) Ebre
Ebre (asteroide n.º 37391) es un asteroide del cinturón principal, a 1,8169128 UA; posee una excentricidad de 0,229932 y un período orbital de 1 323,71 días (3,62 años), una velocidad orbital media de 19,39055496 km/s y una inclinación orbital de 6,54833º.
Este asteroide fue descubierto el 1 de diciembre de 2001 por Jaime Nomen desde el Observatorio de La Ametlla de Mar en Tarragona, España.